# Maria Enzersdorf
Maria Enzersdorf är en köpingskommun i distriktet Mödling i förbundslandet Niederösterreich i Österrike. Kommunen har 8 791 invånare (2024).
Handbollsklubben Hypo Niederösterreich kommer härifrån.